# De gestolen duit
De gestolen duit is een sprookje uit Kinder- und Hausmärchen, de verzameling van de gebroeders Grimm, met als nummer KHM154. De oorspronkelijke naam is Der gestolene Heller.

## Het verhaal
Als een goede vriend bij een gezin eet, ziet hij een bleek kind in sneeuwwitte kleding door het huis lopen als de klok twaalf slaat. Dit gebeurt drie dagen en dan vraagt de vriend wie de vader van dit kind is, ze loopt elke dag naar de aangrenzende kamer. De vader zegt het kind niet gezien te hebben en weet ook niet van wie het is. De volgende dag komt het kind opnieuw en de gast ziet dat het gezin het meisje inderdaad niet ziet. Hij kijkt door de deur in de aangrenzende kamer en ziet het kind in de kieren van de vloer woelen. Ze verdwijnt als ze hem ziet en de man beschrijft het gebeuren. De vrouw vertelt over haar gestorven kind en ze breken de vloer open en vinden twee duiten. Het kind moest de duiten aan een arme man geven, maar hield het zelf voor koeken. Na de dood had het in het graf geen rust en zocht de duiten. De ouders schenken het geld aan een arme man en het kind is niet opnieuw gezien.

## Achtergronden bij het verhaal
- Het sprookje komt uit Kassel.
- Het sprookje beschrijft wat de ziel rust geeft na de dood, zie ook Het doodshemdje (KHM109).
- Vergelijk ook Het eigenzinnige kind (KHM117) en Een ziel in zee uit Holland.
- Zie ook naloop.